# 山形交通三山線
三山線（さんざんせん）は、山形県寒河江市の羽前高松駅と西村山郡西川町の間沢駅を結んでいた山形交通の鉄道路線。元は三山電気鉄道の路線で、後に山形交通の母体となった路線の一つである。1974年に全区間が廃止された。

## 路線データ
- 区間・路線距離（営業キロ）：羽前高松 - 間沢 11.4km
- 軌間：1067mm
- 駅数：10（起点駅を含む）
- 複線区間：なし（全線単線）
- 電化区間：全線（直流600V）
- 閉塞方式：タブレット閉塞式

## 歴史
出羽三山への参詣客の輸送や、永松・幸生・高旭・見立・小山など鉱山との物資の運搬を目的に、1926年（大正15年）12月23日に三山電気鉄道として、鉄道省線左沢線羽前高松駅と海味駅の間8.8kmで営業を開始した。1928年（昭和3年）9月17日、海味駅から間沢駅まで延長。
白岩発電所・沼山発電所など、寒河江川水系の水力発電による豊富な電力資源をバックに、三山電気鉄道当初の経営は順調であり、鶴岡までの延伸が提案された程だという。1936年（昭和11年）には前年に軌道線が廃止となり解散が決まった谷地軌道のバス路線を買収し、神町 - 谷地間のバスの運行も始めている。また、沿線の観光資源開発にも熱心で、間沢・海味・上野の各スキー場への誘客や、間沢の菊まつりの開催を行なった。菊まつり期間中の日曜日などは、どの列車も満員になったという。乗客の大半は、地域の通勤・通学客であったが、出羽三山の参詣者も非常に多かった。
1943年（昭和18年）10月1日、戦時統合により三山電気鉄道は、高畠鉄道（高畠線）、尾花沢鉄道（尾花沢線）および山形県内陸地域の各バス会社を合併し、存続会社となり、山形交通に社名を変更。同社の三山線となった。
だが、相次ぐ鉱山の閉山と、1960年代以降のモータリゼーションの進行により業績が悪化し、1974年（昭和49年）11月18日、羽前高松駅 - 間沢駅間11.4kmの全線を廃止した。
廃線跡はサイクリング道路や農道として大半が現存しており、初期の旅客車であるモハ103が月山の酒蔵資料館の屋外に静態保存されている。また、この月山の酒蔵資料館内には三山線の資料コーナーが設けられており、当時の写真や資料等が展示されており、無料にて見学が可能となっている。
また、新田停留所跡の羽前高松駅側寄りに「三山広場」があり、鉄橋の橋脚や在りし日の写真、解説看板などが置かれている。

### 年表
- 1923年（大正12年）5月10日 - 鉄道免許状下付（西村山郡高松村-同郡西山村間）[3]。
- 1924年（大正13年）8月17日 - 三山電気鉄道株式会社設立[4][5]
- 1926年（大正15年）12月23日 - 鉄道運輸開始（羽前高松 - 海味間）[6]。
- 1928年（昭和3年）
  - 3月22日 - 鉄道免許状下付（西村山郡西山地内）[7]。
  - 9月17日 - 鉄道運輸開始（海味-間沢間）[8]。
- 1943年（昭和18年）10月1日 - 2月に山形交通に改称した三山電気鉄道は高畠鉄道、尾花沢鉄道を合併しさらに最上郡村山地方、置賜地方のバス会社を吸収。鉄道線23.6km。バス路線698.8kmとなる。
- 1974年（昭和49年）11月18日 - 羽前高松駅 - 間沢駅間11.4kmの全線を廃止。15日が営業運転最終日。16日は無料乗車会と閉業式典がおこなわれた[9]。
- 1975年（昭和50年）7月27日 - モハ111・112が譲渡のため、貨物列車に併結され羽前高松駅を出発[10]。

## 輸送・収支実績
| 年度 | 輸送人員（人） | 貨物量（トン） | 営業収入（円） | 営業費（円） | 営業益金（円） | その他益金（円） | その他損金（円）          | 支払利子（円） | 政府補助金（円） |
| ---- | -------------- | -------------- | -------------- | ------------ | -------------- | ---------------- | ------------------------- | -------------- | ---------------- |
| 1927 | 107,911        | 6,312          | 26,802         | 25,037       | 1,765          |                  | 償却金2,911雑損410        | 13,119         |                  |
| 1928 | 212,690        | 18,012         | 50,790         | 33,953       | 16,837         |                  |                           | 10,236         | 37,590           |
| 1929 | 255,175        | 23,572         | 67,875         | 50,579       | 17,296         |                  | 償却金1,033               | 26,221         | 43,049           |
| 1930 | 223,078        | 16,040         | 53,656         | 48,560       | 5,096          |                  | 雑損10,238                | 18,310         | 51,135           |
| 1931 | 170,659        | 11,495         | 37,668         | 40,555       | ▲ 2,887        |                  | 雑損59償却金16,000        | 14,973         | 51,198           |
| 1932 | 133,918        | 8,737          | 29,387         | 32,134       | ▲ 2,747        |                  | 償却金25,000自動車業2,598 | 11,324         | 42,667           |
| 1933 | 155,281        | 11,286         | 35,497         | 27,860       | 7,637          |                  | 償却金5,884自動車3,967    | 9,290          | 51,254           |
| 1934 | 185,331        | 13,149         | 43,308         | 38,003       | 5,305          |                  | 償却金2,227自動車18,608   | 6,477          | 51,405           |
| 1935 | 156,254        | 15,291         | 39,425         | 32,882       | 6,543          |                  | 自動車業9,907             | 5,182          | 51,405           |
| 1936 | 198,661        | 14,138         | 43,743         | 38,476       | 5,267          |                  | 自動車業9,074             | 3,606          | 51,405           |
| 1937 | 209,781        | 19,532         | 47,926         | 41,531       | 6,395          | 自動車業9,051    |                           | 2,187          |                  |
| 1939 | 298,678        | 19,930         |                |              |                |                  |                           |                |                  |
| 1941 | 467,318        | 30316          |                |              |                |                  |                           |                |                  |
| 1943 | 674,761        | 38,909         |                |              |                |                  |                           |                |                  |
| 1945 | 1,021,660      | 34,170         |                |              |                |                  |                           |                |                  |
| 1952 | 1,131,795      | 21,286         |                |              |                |                  |                           |                |                  |
| 1958 | 1,418千        | 26,106         |                |              |                |                  |                           |                |                  |
| 1963 | 1,753千        | 29,391         |                |              |                |                  |                           |                |                  |
| 1966 | 1,827千        | 27,828         |                |              |                |                  |                           |                |                  |
| 1970 | 916千          | 17,296         |                |              |                |                  |                           |                |                  |

- 鉄道統計資料、鉄道統計、国有鉄道陸運統計、地方鉄道軌道統計年報、私鉄統計年報各年度版

## 車両

### 電車

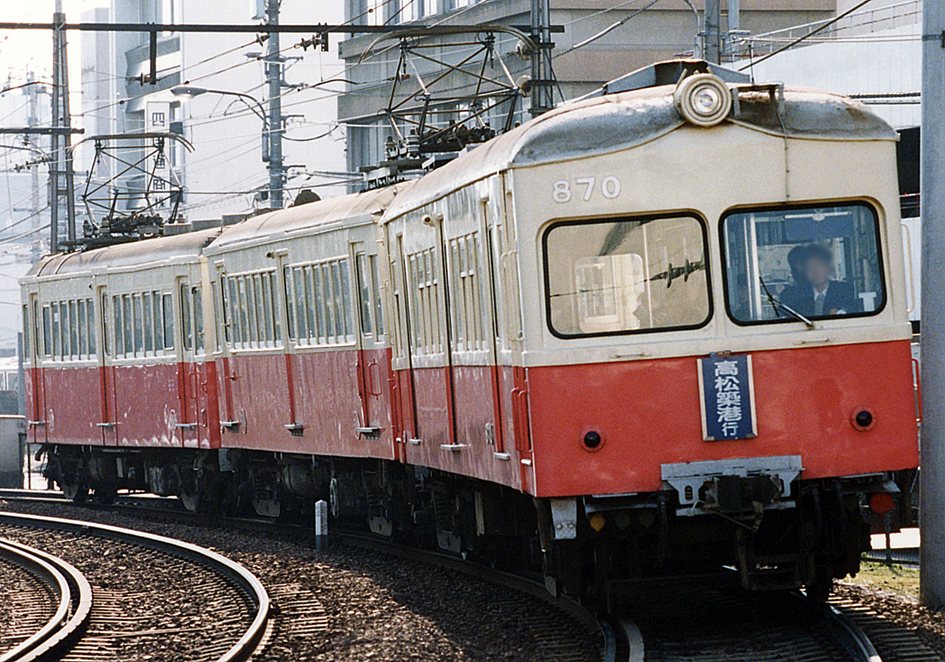
高松琴平電気鉄道譲渡後の 860形870

モハ100型モハ101-103
開業時に新造した四輪単車。102は1950年代後半に廃車されたが、101・103は事業用車となり、101は間沢駅での入換車、103は「工事電車」の方向板を付けて工事列車の牽引車となっていた。103は月山の酒蔵資料館に保存
モハ105型モハ105（初代）
元南海鉄道のクハ1861（電2型）。1937年譲受。晩年はクハ代用となり、1965年頃廃車
モハ106型モハ106
元名古屋鉄道の小型車。1947年譲受。1956年に車体更新された。廃線後は蒲原鉄道に譲渡されモハ91となった。1985年の蒲原鉄道線部分廃線時に廃車
モハ107型モハ107
元日本国有鉄道クハ5540。鶴見臨港鉄道モハ100形の買収国電。1955年譲受。1963年に車体更新
モハ110型モハ111・112
元西武鉄道モハ221形。導入に際しては西武所沢車両工場において各種改造を実施し1959年・1960年譲受。廃線後高松琴平電気鉄道に譲渡された。詳細は高松琴平電気鉄道860形電車を参照
モハ105（2代）・クハ11
元西武クハ1111形。1964年譲受。高畠線のモハ3・尾花沢線（→高畠線）のハフ3 （3代）とは同系車だが、この2両は西武鉄道在籍当時に車体延長・3扉化の改造を受けている。105は晩年はクハ代用として運用。
104型104
1927年雨宮製作所製の付随車で、初のボギー車。なお、104のみ形式記号は付かない
ハフ4（2代）
元近江鉄道ハユ24。1970年の尾花沢線廃線時に転入してきたが、結局使われないまま三山線の廃線を迎えた。高畠線のクハ1とは同系車
ハフ11・12
1917年（大正6年）名古屋電車製作所製造、旧佐久鉄道2・4。1958年廃車の後は寒河江市内で「電車バー」として飲食店に使用

### 貨車
ワフ1型ワフ1
8t積み有蓋緩急車。1917年（大正6年）天野工場製造の旧富岩鉄道ワ36
ワ50型ワ52・53・55
10t積み有蓋車。旧鉄道省ワ1形。旧番号は順にワ403、ワ2709、ワ6672
ワ50型ワ54
鋼体化された10t積み有蓋車。協三工業1957年製
ト10型ト11
10t積み無蓋車。日本車両1926年製
ト10型ト14
10t積み無蓋車。旧鉄道省ト16271
ト300型ト303、ト304
無蓋車。ト303は1917年天野工場製の旧富南鉄道ト9、ト304は旧鉄道省ト939

## 駅一覧
- #印の駅は交換可能駅（停車場）。交換不能駅のうち、羽前高松、間沢を除く各駅は停留場。
- 所在地は1926年の開業時から1954年7月までのもの。1954年8月に高松村は合併して寒河江市に、同年10月に西山村は合併して西川町になり、同年11月に白岩町は寒河江市に編入されている。

| 駅名        | 駅名           | キロ | キロ | 接続路線・特記事項     | 所在地         | 所在地                  |
| 駅名        | 駅名           | 駅間 | 累計 | 接続路線・特記事項     | 所在地         | 所在地                  |
| ----------- | -------------- | ---- | ---- | ---------------------- | -------------- | ----------------------- |
| 羽前高松駅  | うぜんたかまつ | -    | 0.0  | 日本国有鉄道：左沢線   | 山形県西村山郡 | 高松村 （現・寒河江市） |
| 新田駅      | しんでん       | 1.5  | 1.5  |                        | 山形県西村山郡 | 高松村 （現・寒河江市） |
| 白岩駅#     | しらいわ       | 0.8  | 2.3  |                        | 山形県西村山郡 | 白岩町 （現・寒河江市） |
| 上野駅      | うわの         | 2.1  | 4.4  |                        | 山形県西村山郡 | 白岩町 （現・寒河江市） |
| 羽前宮内駅# | うぜんみやうち | 0.9  | 5.3  |                        | 山形県西村山郡 | 白岩町 （現・寒河江市） |
| 石田駅      | いしだ         | 1.3  | 6.6  |                        | 山形県西村山郡 | 西山村 （現・西川町）   |
| 睦合駅      | むつあい       | 1.1  | 7.7  |                        | 山形県西村山郡 | 西山村 （現・西川町）   |
| 海味駅#     | かいしゅう     | 1.1  | 8.8  |                        | 山形県西村山郡 | 西山村 （現・西川町）   |
| 西海味駅    | にしかいしゅう | 0.9  | 9.7  |                        | 山形県西村山郡 | 西山村 （現・西川町）   |
| 間沢駅      | まざわ         | 1.7  | 11.4 | 車庫併設（三山電車庫） | 山形県西村山郡 | 西山村 （現・西川町）   |